# Dalechampia velutina
Dalechampia velutina är en törelväxtart som beskrevs av Robert Wight. Dalechampia velutina ingår i släktet Dalechampia och familjen törelväxter. Inga underarter finns listade i Catalogue of Life.